# Kriegerdenkmal Schermen

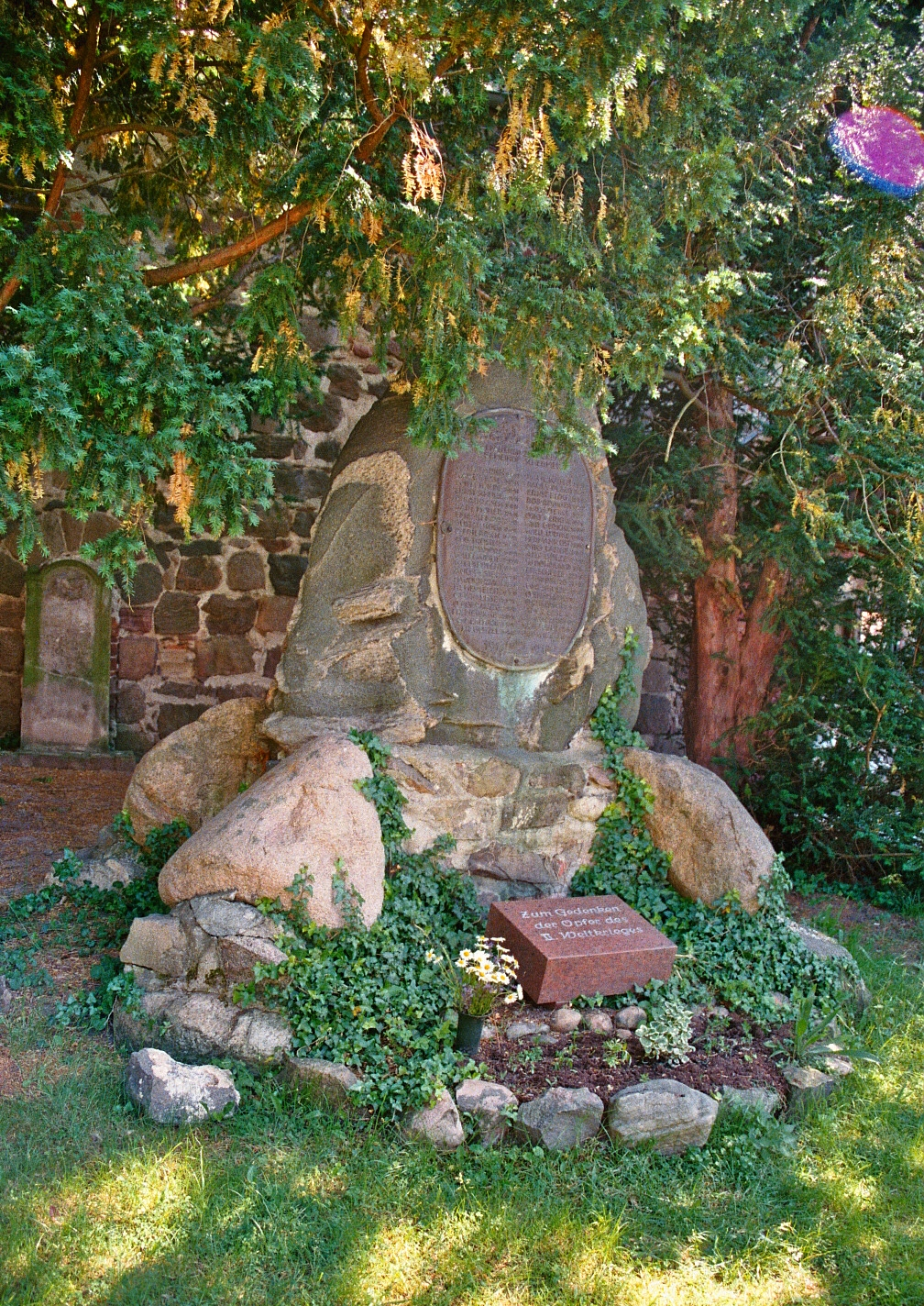
Kriegerdenkmal

Das Kriegerdenkmal Schermen ist ein denkmalgeschütztes Kriegerdenkmal in der Ortschaft Schermen der Gemeinde Möser in Sachsen-Anhalt. Im örtlichen Denkmalverzeichnis ist das Kriegerdenkmal unter der Erfassungsnummer 094 71271 als Baudenkmal verzeichnet.

## Lage
Das Kriegerdenkmal befindet sich auf dem Kirchengelände der Kirche in Schermen.

## Gestaltung
Es handelt sich bei dem Kriegerdenkmal ein viereckiges Podest aus Feldsteinen, das von einem Findling gekrönt wird. An dem Findling ist eine ovale Gedenktafel aus Kupfer für die Gefallenen des Ersten Weltkriegs angebracht. Im Blumenbett vor dem Podest befindet sich eine Gedenktafel für die Gefallenen des Zweiten Weltkriegs.

## Inschriften

### Erster Weltkrieg
Den Gefallenen zum Gedächtnis

Gemeinde Schermen

1914-1918

## Quelle
- Gefallenendenkmal Schermen Online, abgerufen am 16. Juni 2017.